# حرب 58–63 الرومانية الفرثية
الحرب الرومانية الفرثية التي وقعت في 58–63 بعد الميلاد (أو حرب الخلافة الأرمينية) نشبت بين الإمبراطورية الرومانية والإمبراطورية الفرثية على أرمينيا التي كانت دولة مهمة حاجزة بينهما. كانت أرمينيا دولة عميلة للرومان من أيام الإمبراطور أغسطس، لكن في 52/53 نجح الفرثيون في تنصيب مرشَّحهم تيريداتس إمبراطورًا.
زامن هذا ارتقاء نيرون عرش روما، وقد قرر هذا الإمبراطور الصغير أن يرد بقوة. كانت هذه الحرب الحملةَ الخارجية الكبرى الوحيدة في عهده، وقد بدأت بنجاح سريع للقوات الرومانية، بقيادة القدير غنيوس دوميتوس كُربولو. تغلبوا على قوات تيريداتس، ونصبوا مرشَّحهم طِغران السادس إمبراطورًا لأرمينيا، وغادروا البلد. ما ساعد الرومانيين أن الملك الفرثي فولوغاسيس كان مشغولًا بقمع سلسلة ثورات في بلده. لكن بمجرد قمعها، ولّى الفرثيون انتباههم نحو أرمينيا، وبعد عامين من الحملات غير الحاسمة، انتصروا على الرومان انتصارًا مؤزَّرًا في معركة رانديا.
بُعَيد ذلك وصل النزاع إلى طريق مسدود، وانتهى بتسوية رسمية: تنصيب أمير فرثي من السلالة الأرشكية إمبراطورًا لأرمينيا، بشرط أن يوافق الإمبراطور الروماني على تنصيبه أولًا. كان هذا النزاع أول مواجهة مباشرة بين الفرثيين والرومان منذ حملة كراسوس الكارثية وحملات مارك أنطوني قبلها بقرن، وأول سلسلة حروب طويلة بين الرومانيين والإيرانيين على أرمينيا (انظر الحروب الرومانية الفارسية).

## خلفية
بعد احتكاك الجمهورية الرومانية والإمبراطورية الفرثية المتسعتين في منتصف القرن الأول الميلادي، قامت نزاعات على البلدان العديدة الحاجزة بينهما. وكان أكبر تلك البلدان وأهمها: مملكة أرمينيا. في عام 20 نجح أغسطس في جعل البلد محمية رومانية، إذ تنصّب طِغران الثالث ملكًا لأرمينيا. فرض الرومان تأثيرهم من خلال سلسلة ملوك كانوا في رعايتهم، حتى عام 37 حين تولى العرش مرشَّح الفرثيين أورودس. استعاد مِثريداتس، الملك المدعوم رومانيًّا، عرشه بدعم الإمبراطور كلاوديوس في عام 42، لكن في عام 51 خلعه ابن أخيه رادامستوس إيبيريا. لكن سرعان ما كُرِه حكمه، فكانت فرصة فولوغاسيس الأول (الملك الفرثي الذي كان قد تُوّج حديثًا) لأن يتدخل. سرعان ما تغلبت قواته على عاصمتَي أرمينيا (أرتَكساتا وطغرانوكرتا) ونصب أخاه تيريداتس ملكًا. لكن شتاء قارصًا ووباء متفشيًا اضطَرا القوات الفرثية إلى انسحاب أتاح لرادامستوس استعادة البلد. لكن معاملته لرعاياه صارت أسوأ من ذي قبل، فانتفضوا ثائرين عليه، فهرب في عام 54 إلى قصر أبيه في إيبيريا، وأعاد تيريداتس توطيد نفسه في أرمينيا.
في العام نفسه مات الإمبراطور كلاوديوس في روما، وخلفه على العرش ابن زوجته نيرون. قلقت القيادة الرومانية من زحف الفرثيين إلى منطقة كانت تُعد في النطاق الروماني، ورأتها محاولة لجسّ نبض الإمبراطور الجديد. رد نيرون بقوة، وعين جرماني دوميتوس كُربولو (الذي امتاز وعلا نجمه بخدمته في جرمانيا، وصار بعدئذ حاكم آسيا) قائدًا أعلى في الشرق.

## الاستعدادات والمناورات الدبلوماسية
عُين كُربولو للسيطرة على إقليمين: كابادوشا وغلاطية (وسط تركيا حاليًّا)،  وكانت له أولًا سلطة نائب، ثم صارت له سلطة مطلقة. صحيح أن غلاطية كانت تُعد منطقة تجنيد جيدة، وأن كابادوشا كان فيها عدة وحدات داعمة، لكن معظم جيشه كان من سوريا، إذ نُقل إلى قيادته نصف حامية مكونة من أربعة فيالق وعدة وحدات داعمة.
في البدء أمل الرومانيون أن يحلّوا المشكلة دبلوماسيًّا: أرسل كل من كُربولو وأوميديوس كوادروتس (حاكم سوريا) سفراء إلى فولوغاسيس، مقترِحين أن يسلم الرهائن، وهو ما جرت به العادة في المفاوضات لإظهار حسن النية. قبِل فولوغاسيس، إذ كان مشغولًا أصلًا بتمرد ابنه فَردانس، واضطُر إلى سحب قواته من أرمينيا.